# Lys Mouithys
Dyzaiss Lys Mouithys Mickalad (ur. 4 lipca 1985 w Brazzaville) – kongijski piłkarz występujący na pozycji napastnika.

## Kariera klubowa
Mouithys rozpoczął zawodową karierę w czwartej lidze francuskiej, w drużynach Stade Briochin oraz Girondins Bordeaux B. Następnie grał w trzecioligowych zespołach SO Châtellerault, AS Cherbourg oraz FC Libourne-Saint-Seurin. W 2009 roku został zawodnikiem marokańskiego Wydadu Casablanca, z którym w sezonie 2009/2010 zdobył mistrzostwo Maroka.
W 2010 roku odszedł do bułgarskiego Czernomorca 919 Burgas. W A PFG zadebiutował 18 października 2010 w wygranym 2:1 meczu z Łokomotwiem Sofia, w którym strzelił gola. Po sezonie 2010/2011 wrócił do Wydadu, w którym spędził dwa kolejne lata.
W sezonie 2013/2014 był zawodnikiem zespołów drugiej ligi tureckiej – Bolusporu oraz Ankarasporu. Następnie grał w marokańskiej drużynie Raja Casablanca, saudyjskim Al-Qadsiah FC, omańskim Suwaiq Club, a także w piątej lidze francuskiej w zespołach AS Cozes i Angoulême CFC. W 2017 roku zakończył karierę.

## Statystyki
| Rozgrywki            | Poziom | Kraj     | Mecze | Bramki |
| -------------------- | ------ | -------- | ----- | ------ |
| GNF 1                | I      | Maroko   | 76    | 21     |
| A PFG                | I      | Bułgaria | 9     | 1      |
| 1. Lig               | II     | Turcja   | 20    | 2      |
| Championnat National | III    | Francja  | 60    | 14     |
| CFA                  | IV     | Francja  | 40    | 9      |
| CFA 2                | V      | Francja  | 16    | 4      |

## Kariera reprezentacyjna
W reprezentacji Konga Mouithys zadebiutował 14 listopada 2006 w przegranym 0:1 towarzyskim meczu z Mali, zaś 1 czerwca 2008 w przegranym 2:4 pojedynku el. do MŚ 2010 z tym samym przeciwnikiem, strzelił dwa gole, swoje pierwsze w kadrze.
W latach 2006–2013 w drużynie narodowej rozegrał 21 spotkań i zdobył 4 bramki.